# Knodus pasco
Knodus pasco är en fiskart som beskrevs av Axel Zarske 2007. Knodus pasco ingår i släktet Knodus och familjen Characidae. Inga underarter finns listade i Catalogue of Life.